# 俄罗斯方块Flash
《俄罗斯方块Flash》是一款由任天堂制作和发行的益智类游戏。本游戏于1993年和1994年在Game Boy、FC游戏机和超级任天堂发行。
本作为俄羅斯方塊的变种游戏。除了与之前版本一样需要将从顶部掉落的四格图案进行匹配和消除，本作新添了图案。此外玩家还需要根据颜色进行匹配。
《电子游戏月刊》给予本作FC版本8/10的分数。它说到，“如果你是一个俄罗斯方块的爱好者，这款游戏肯定适合你”。

## 外部連結
- 红白机40周年纪念活动网站上的《俄罗斯方块Flash （页面存档备份，存于）》（日語）